# Tropodiaptomus burundensis
Tropodiaptomus burundensis é uma espécie de crustáceo da família Diaptomidae.
É endémica do Burundi.